# 深沢信号場
深沢信号場（ふかざわしんごうじょう）は、北海道滝川市北滝の川にあった、日本国有鉄道函館本線の信号場。事務管理コードは▲120109。

## 歴史
輸送量増加に備えて設けられ、前後が複線化されたため廃止された。

### 年表
- 1948年（昭和23年）7月1日：国有鉄道 函館本線の深沢線路班の職員、通学者のため列車の一部を停車[3]。
- 1961年（昭和36年）10月1日：函館本線の深沢信号場として開設[2][1]。
- 1965年（昭和40年）9月29日：当信号場 - 江部乙間複線化完了、供用開始[4][2]。
- 1966年（昭和41年）9月27日：当信号場 - 滝川間の複線が供用開始され[4][2]、双方向複線化完了に伴い同日廃止[4][2]。

### 名前の由来
近くを流れる深沢川（現：ラウネ川）に由来。この川はアイヌ語でラウネ・ナイと呼ばれ、意味は「深い・川」であるが、この「深い」の意味は水深ではなく、両岸が高く岸から深いところを流れている様から来ており、そこから「深沢」の意訳が当てられた。

## 構造
行違い2線式。構内の滝川側、江部乙側ともに分岐器手前をそれぞれ滝の川西5丁目通り、同6丁目通りの踏切（1984年11月にみずほ地下道としてアンダーパス化）が横切っていた。

## 隣の駅
日本国有鉄道
函館本線
滝川駅 - （深沢信号場） - 江部乙駅